# Hermann Philosophie
Hermann Philosophie est une collection de philosophie dirigée par Arthur Cohen et Roger Bruyeron. Comme son nom l'indique, elle est rattachée à la maison d'édition Hermann. 

## Auteurs (liste partielle)
- Jean Baechler
- Henri Bergson
- Cornelius Castoriadis
- Pierre Chartier
- Auguste Comte
- André Comte-Sponville
- Raphaël Draï
- Dina Dreyfus
- Roger-Pol Droit
- Pierre-Alexandre Fradet
- Sigmund Freud
- Edmund Husserl
- Tony James
- Didier Julia
- Louis Lavelle
- Jean-Michel Le Lannou
- Bernard Mabille
- Bertrand Russell
- René Schérer
- Carole Talon-Hugon
- Shmuel Trigano
- Arnaud Villani
- Yves-Charles Zarka